# Juliana Paes

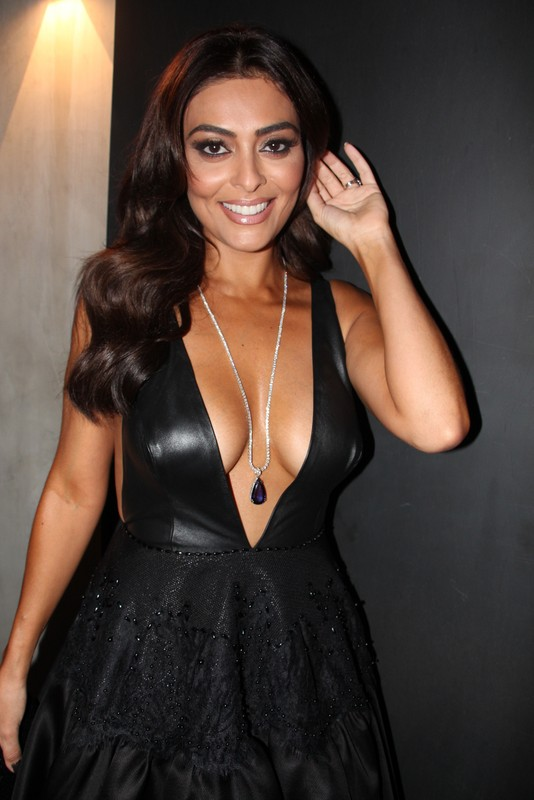
Juliana Paes (2015)

Juliana Couto Paes (anhörenⓘ, * 26. März 1979 in Rio Bonito, Rio de Janeiro) ist eine brasilianische Schauspielerin. 
Paes ist das älteste Kind von Regina und Carlos Henrique Paes, einem ehemaligen Armeeangehörigen. Sie hat zwei Schwestern (Mariana und Rosana) und einen Bruder (Carlos Henrique Júnior). 1999 machte sie ihren Universitätsabschluss an der Escola Superior de Propaganda e Marketing.
Seit 2000 ist sie als Schauspielerin in zahlreichen Serien und Filmen tätig. Im Mai 2004 war sie das Covergirl des Playboy-Magazins und 2006 wählte sie die Zeitschrift People zu einer der 100 Most Beautiful People weltweit.
Seit September 2008 ist sie mit ihrem Manager Carlos Eduardo Baptista verheiratet.

## Filmografie

### Spielfilme
- 2005: Mais uma vez amor
- 2006: Seus problemas acabaram!!!
- 2008: Casa da Mãe Joana
- 2010: Bed & Breakfast
- 2021: Eine kleine Liebesgeschichte

### Fernsehserien
- 2000–2001: Laços de Família
- 2001–2002: O Clone
- 2003: A Casa das Sete Mulheres
- 2003–2004: Celebridade
- 2005: Levando a Vida
- 2005: América
- 2006–2007: Pé na Jaca
- 2008–2009: A Favorita
- 2009: Caminho das Índias
- 2011: O Astro
- 2012: Gabriela
- 2015–2016: Total Dreamer – Träume werden wahr
- 2017: A Força do Querer
- 2024: Verzweifelte Lügen